# Алвареш Перейра, Нуну
Ну́ну А́лвареш Пере́йра (порт. Nuno Álvares Pereira), или Но́ний Свято́й Мари́и (порт. Nuno de Santa Maria; 24 июня 1360, Сернаше-ду-Бонжардин (по другой версии Флор-да-Роза), Португалия — 1 апреля 1431, Лиссабон, Португалия) — португальский полководец, 3-й граф де Орен с 1 июля 1384 года, 7-й граф де Барселуш с 8 октября 1385 года, 2-й коннетабль Португалии (1385—1431), 2-й граф де Аррайолуш с 1387 года, в 1383—1385 годах защитивший независимость Португалии от Кастилии, монах ордена Братьев Пресвятой Девы Марии Горы Кармил (OCarm), национальный герой Португалии и святой Римско-католической церкви.
Считается величайшим португальским стратегом, полководцем и военным гением всех времён. Командовал значительно меньшим войском, чем противник, и выигрывал каждую битву, в которой сражался. Является покровителем португальской пехоты.
Изначально Нуну был похоронен в монастыре Карму в Лиссабоне. После разрушения монастыря во время землетрясения 1755 года саркофаг был потерян. 14 августа 1951 года, в день празднования 566-й годовщины победы португальцев в битве при Алжубарроте состоялось перезахоронение Нуну в церкви Санту-Кондештавел в Лиссабоне.

## Порядок имён
В португальских источниках наблюдается отсутствие единой нормы порядка имён в наименованиях статей справочников, хотя более современные словари выносят последнюю фамилию на первое место:
- Alvares Pereira (D. Nuno)[1]
- Pereira (D. Nuno Alvares)[2]
- PEREIRA (D. Nuno Álvares)[3]

Помимо того в биографическом справочнике Portugal в статье 2-го тома Barcellos (D. Nuno Alvares Pereira, 8.º conde de) даётся перенаправление на вышеуказанную основную статью 1-го тома. При этом орфографию в наименовании статьи «Перейра, Нуниш Альвареш» в Энциклопедическом словаре Брокгауза и Ефрона предлагается считать устаревшей. Согласно основанному на авторитетных источниках правилу португальско-русской практической транскрипции, португальское фамильное имя порт. Álvares следует передавать в русском языке вариантом Алвареш.

## Биография
По словам Фернана Лопеша, Нуну Алвареш Перейра был одним из родных детей Алвару Гонсалвеша Перейры, настоятеля ордена госпитальеров, и Ирии Гонсалвеш ду Карвальял. Он был младшим единокровным (по отцу) братом Родригу Алвареша Перейры, Фрея Педру Алвареша Перейры и Диогу Алвареша Перейры, а также младшим братом Фернана Алвареша Перейры. О нём отзывались так: «хороший всадник и охотник», и самое важное — он приобрёл вкус к чтению. Нуну Алвареш Перейра рос в доме своего отца до тринадцати лет, когда отправился служить при дворе Фернанду I. Свою военную карьеру юноша начал в качестве оруженосца доны Леонор Телеш. Королеве настолько понравился 13-летний Нину, что она лично посвятила его в оруженосцы. Первым важным заданием для Нуну стала разведывательная миссия, в ходе которой предстояло выявить слабые места в армии Кастилии, которая шла через Сантарен к Лиссабону. После разведки Нуну сделал отчёт, в котором говорилось, что армия Кастилии, хотя и большая, но плохо организована и не имеет сильного командования. Из чего следовал главный вывод — кастильская армия может быть побеждена небольшим, но хорошо управляемым войском.
Решившись дать обет безбрачия, замечал, что его стремления не поощряются отцом, который 15 августа 1376 года женил его на Леонор де Алвим, вдове могущественного феодала, первый бездетный и удачный брак с которым принес ей не малое состояние. Церемония проходила в местечке Виле-Нова-да-Раинья, пышную свадьбу посетило королевское семейство. Благородная пара поселилась в Минью (предполагается, что в Педраш, Кабесейраш де Башту), владениях Леоноры де Алвим. Его отец этим браком обеспечивал будущее сына, но так как Нуну не мог сменить его на должности, эта должность перешла к его единокровному брату Педру, который в итоге встал на сторону Кастилии.
Когда в 1383 году умер король Португалии Фернанду, у которого не было наследников кроме принцессы Беатриш, состоявшей в браке с королем Кастилии Хуаном I, Нуну был одним из первых фидалгу, поддержавших притязания на корону Жуана, магистра Ависского ордена, несмотря на то, что тот был незаконнорожденным сыном короля Португалии Педру I. Бывший оруженосец Леоноры Телеш, решившей со своим любовником, галисийским графом Жуаном Фернандесом д’Андейро, передать Португалию в качестве приданого принцессы Беатриш кастильской короне, поддержал магистра Ависского ордена, став его вернейшим сторонником.
Первая великая победа Нуну Алвареша Перейры над кастильцами произошла в битве при Атолейруш, в которой впервые на Пиренейском полуострове пешая армия одолела тяжелую кавалерию в апреле 1384 года. В том сражении на стороне кастильцев выступал Педру Алвареш Перейра, старший единокровный брат Нуну. Исход битвы воодушевил португальцев и ошеломил кастильцев. Очевидно, за столь славную победу 1 июля 1384 года от магистра Ависского ордена (будущего первого короля Ависской династии Жуана I) Нуну получил титул 3-го графа Орен. 6 апреля 1385 года кортесы в Коимбре признал магистра Ависского ордена королем Португалии Жуаном I. Тогда же, в апреле, взойдя на трон, новый монарх назначил Нуну Алвареша Перейру 2-м коннетаблем Португалии. Действия португальских войск вызвали ответную реакцию Кастилии. Хуан Кастильский вторгся в Португалию из Бейра-Алты для защиты интересов своей жены Беатриш. Нунe решил взять ситуацию под свой контроль, приступив к серии осад лояльных Кастилии городов, располагавшихся в основном на севере страны. 14 августа Нуну Алвареш Перейра проявил свой блистательный военный талант, выиграв битву при Альжубарроте, имевшей решающее значение для прекращения политической нестабильности 1383—1385 годов и укрепления независимости португальского королевства в условиях португальского междуцарствия. В сражении погибли два старших единокровных брата Нуну — Диогу и вышеупомянутый Педру, выступавших на стороне кастильцев. За столь значимую заслугу 8 октября 1385 года был удостоен титулом 7-го графа де Барселуш. По завершении кастильской угрозы Нуну Алвареш Перейра остался на должности коннетабля королевства. В год смерти короля Хуана Кастильского отправился в рейд на границу с Кастилией, чтобы оказать давление и удержать соседнюю страну от дальнейших нападений. В то время, в октябре 1385 года, на кастильской земле произошла знаменитая битва при Вальверде (Вальверде-де-Мерида), в которой португальский полководец одержал новую победу. Говорят, что на самом критическом этапе битвы Нуну допустил ошибку, и стало казаться, что португальская армия потерпит полное поражение. Когда уже было понятно, что все проиграно, объятый паникой оруженосец Нуну увидел его стоящим на коленях в молитве между двумя валунами. Когда пораженный этим зрелищем оруженосец сообщил о проигранной битве, коннетабль жестом руки призвал его к тишине. На слова оруженосца «Нет времени для молитв, мы все умрем!» Нуну ответил: «Друг, подожди немного, и я просто помолюсь». Окончив молитву, Нуну с одухотворённым лицом начал отдавать приказы, переломил ситуацию и одержал победу. После этого сражения кастильцы избегали столкновений с португальцами в открытом поле. Когда Нуно вошёл в Кастилию его имя вызывало ужас населения, постоянно обращая противника в бегство, после чего кастильцы решались только на приграничные грабежи и набеги с применением тактики выжженной земли.

Лилиевидный крест на гербе рода Перейеры

За заслуги король удостоил Нуну титулами и даровал земли, так что коннетабль стал управлять почти половиной Португалии. 16 декабря 1387 года к уже имевшимся был добавлен титул 2-го графа де Аррайолуш. Чтобы отблагодарить своих союзников по оружию, в 1393 году во время перемирия Нуну раздал им дарственные. Это привело к судебному процессу с обвинением коннетабля в желании превратить этих союзников в своих вассалов. В следующем году начался конфликт с королем и его двором. Коннетабль в защиту себя заявил, что он не мог вернуть то, что у него больше не было. В дальнейшем король выкупил дарованные земли у некоторых из этих союзников. Этот конфликт заставил Нуну подумать о том, чтобы покинуть страну. При встрече со своими людьми предложил им, что кто захочет может идти с ним. В это время пришло известие, что Кастилия нарушила перемирие, поэтому Нуну выступил со своей армией на поддержку короля, в дальнейшем став первым из вассалов, оказавшим ему содействие. Затем король заключает сделку: при сохранении дарованных земель король мог быть единственным, кому подчинялись вассалы, и никто другой не мог обладать таким правом. Так феодалы, получившие от коннетабля дарственные, стали прямыми вассалами короля.
В 1401 году был заключён брак между Афонсу, будущим герцогом Браганским, и единственной дочерью Нуну, Беатриш. Коннетабль выделил дочери богатое приданое и передал ей графство Барселуш.
Участвовал в завоевании Сеуты в 1415 году и был приглашен королем командовать гарнизоном, предназначенным для удержания крепости. Но сражение за Сеуту стало последним в жизни военачальника, коннетабль решил отойти от военной жизни и принять монашество. Прежде чем войти в монастырь, раздал всю свою собственность внукам. Его внучка Изабел вышла замуж за Жуана, будущего коннетабля. Оставшуюся собственность передал монастырю Карму и кармелитским монахам. Став монахом, отказался от всех графских титулов, оставив лишь звание коннетабля Португалии и намеревался выйти на улицы просить милостыню, что напугало короля, который попросил принца Дуарте, который восхищался Нуну, убедить того не совершать задуманное. Принц убедил монаха Нуну принимать милостыню только от короля, с чем тот в итоге согласился.

### Монах-кармелит
15 августа 1423 года в возрасте 63 лет славный воин сменил своё громкое имя на простое имя монаха Нуну де Санта Мария. Вступил в орден кармелитов после смерти своей жены. В Лиссабоне во исполнение данного перед сражением при Алжубарроте обета основал монастырь Карму, где и провёл остаток своей жизни до смерти 1 ноября 1431 года (День всех святых).
Нуну велел принести в монастырь большой котёл, использовавшийся его людьми в военных походах. В нём готовили еду для бедных, которую монах лично раздавал беднякам на улицах Лиссабона. Раз в 2 года отправлял неимущим его родных мест пшеницу и изысканные материи для одежды бедным рыцарям и оруженосцам. Поэтому в народе монаха стали называть Святым Смертным. В последний год его жизни король Жуан I посетил своего славного воина в монастыре Карму. Жуан всегда считал, что Нуну Алвареш Перейра был его ближайшим соратником, который посадил его на трон и спас независимость Португалии.
Смерть Нуну, славного героя Португалии, оплакивал король и народ. Его тело захоронили в построенном им монастыре. Долгое время на надгробии светила серебряная лампада, установленная по велению короля Дуарте I. Дочь королей католиков Хуана I Безумная, происходившая из рода коннетабля, велела перенести останки Нуну в богато украшенный саркофаг из мрамора. На нём установили скульптуру из того же камня, использованного согласно обычаю кармелитов. Статуя изображала полководца в его молодые годы в полный рост и в доспехах. Всё это великолепие разрушило лиссабонское землетрясение 1755 года.
Существует апокрифическая история о том, как посол Кастилии отправился в монастырь Карму, чтобы встретиться с Нуну Алварешем. Посол спросил о его действиях, если Кастилия снова вторгнется в Португалию. Нуну снял своё монашеское облачение, выказав этим готовность взяться за оружие и отстаивать родину всякий раз в случае необходимости, и заявил, что «если король Кастилии снова начнет войну в Португалии, он будет служить как своей стране и породившей его родной земле, так и вере, которую он исповедовал».
В начале монашеской жизни, в 1425 году, в Лиссабоне стало известно об опасности осады Сеуты маврами. Брат Нуну немедленно выразил готовность участвовать в экспедиции, которая снимет опасность. Когда придворные пытались отговорить его, указывая на его фигуру, сломленную усталостью долгих лет службы, он взял копье и воскликнул в адрес короля: «В Африку я могу закинуть его, если это так нужно, сеньор!» (Отсюда пришло выражение «метание копья в Африку» в смысле преодоления больших трудностей). Он с такой силой бросил копье с балкона монастыря, охватывавшего почти весь район Байшы в Лиссабоне, что оно вошло в дверь на другой стороне площади Росиу.

## Почитание и слава

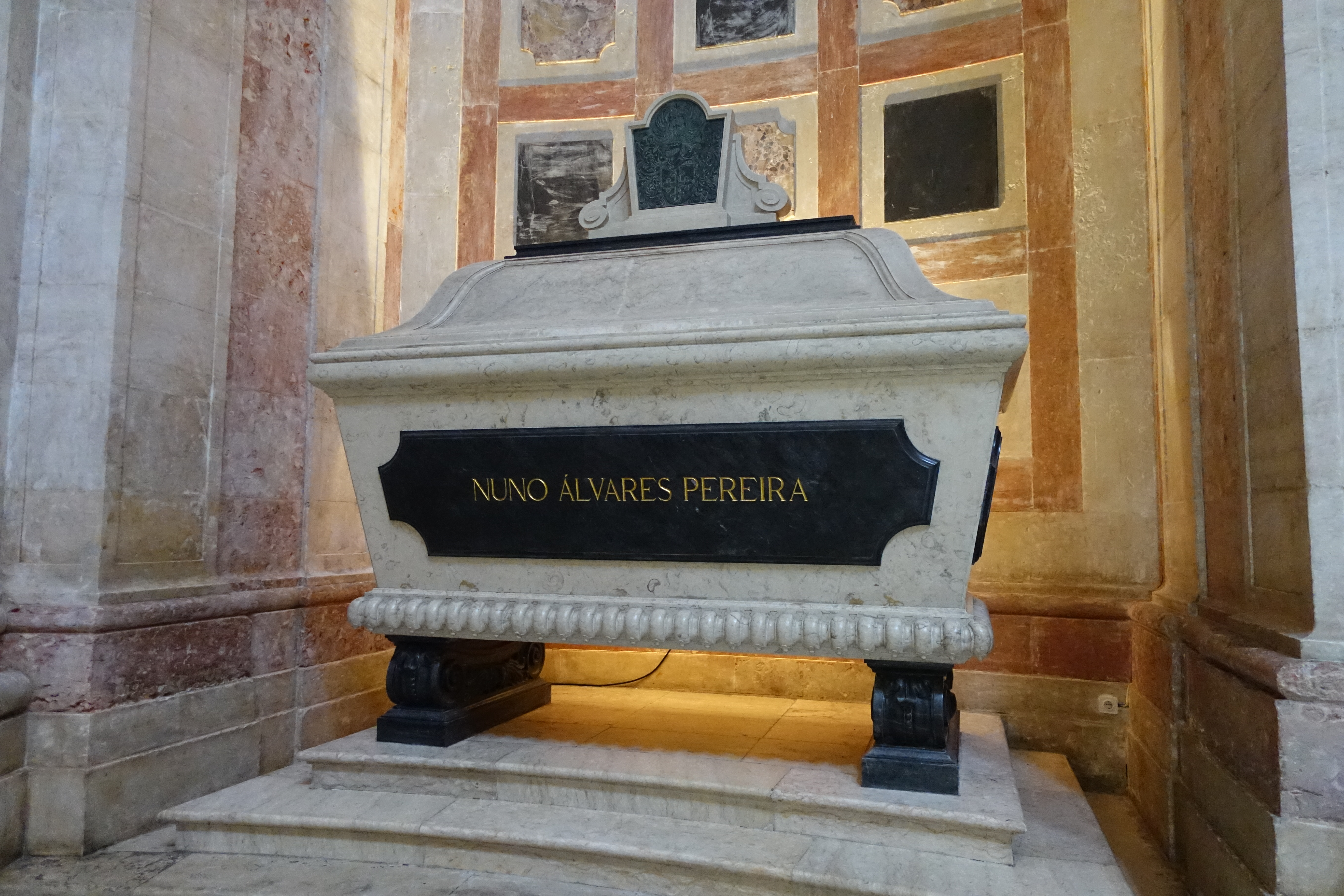
Гробница-кенотаф Нуну Алвареша Перейры

Почитание Нония Алвареша Перейры как святого началось сразу после его смерти. В народе он был прозван Святым Коннетаблем (Santo Condestável). Однако процесс его официальной канонизации в Церкви длился несколько веков. Только 23 декабря 1918 года декретом Clementissimus Deus Папы Бенедикта XV Ноний Святой Марии был причислен к лику блаженных. 26 апреля 2009 года Папа Бенедикт XVI в Соборе Святого Петра в Риме причислил его к лику святых.
Литургическая память ему совершается во всей Католической церкви — 1 ноября; дополнительно в Португалии — 6 ноября и у кармелитов (OCarm и OCD) — 1 апреля. На разрушенном землетрясением надгробии Святого Коннетабля было написано:

«Здесь лежит тот самый знаменитый Ноний, коннетабль, основатель Дома Браганса, блестящий военачальник, блаженный монах, который во время своей земной жизни на земле так горячо желал Царствия Небесного, что после своей смерти, заслужил пребывать в вечном обществе святых. Его мирские почести были бесчисленны, но он повернулся к ним спиной. Он был великим князем, но стал смиренным монахом. Он основал, построил и украсил эту церковь, в которой теперь покоится его тело».

Как справедливо было отмечено в Энциклопедическом словаре Брокгауза и Ефрона, «Португальцы оплакивали его, как своего освободителя, а поэты воспевали его подвиги». Камоэнс, гениальный португальский поэт и автор героического эпоса «Лузиады», неоднократно упоминал имя героя в своём творении. Вот, в частности, один пример о сражении при Алжубарроте:
XXIV
Я говорю о Нуну: как Аттила
Для франков был бичом и италийцев,
Так Нуну молвь людская объявила
Бичом спесивых, дерзостных кастильцев.
Росла и крепла португальцев сила,
Они в тяжелый час приободрились,
Вел правый фланг сам Вашкунселуш смелый,
Воитель славный, дерзкий и умелый.
Песнь IV, октава 24. Перевод О. А. Овчаренко.

## Родословная потомков

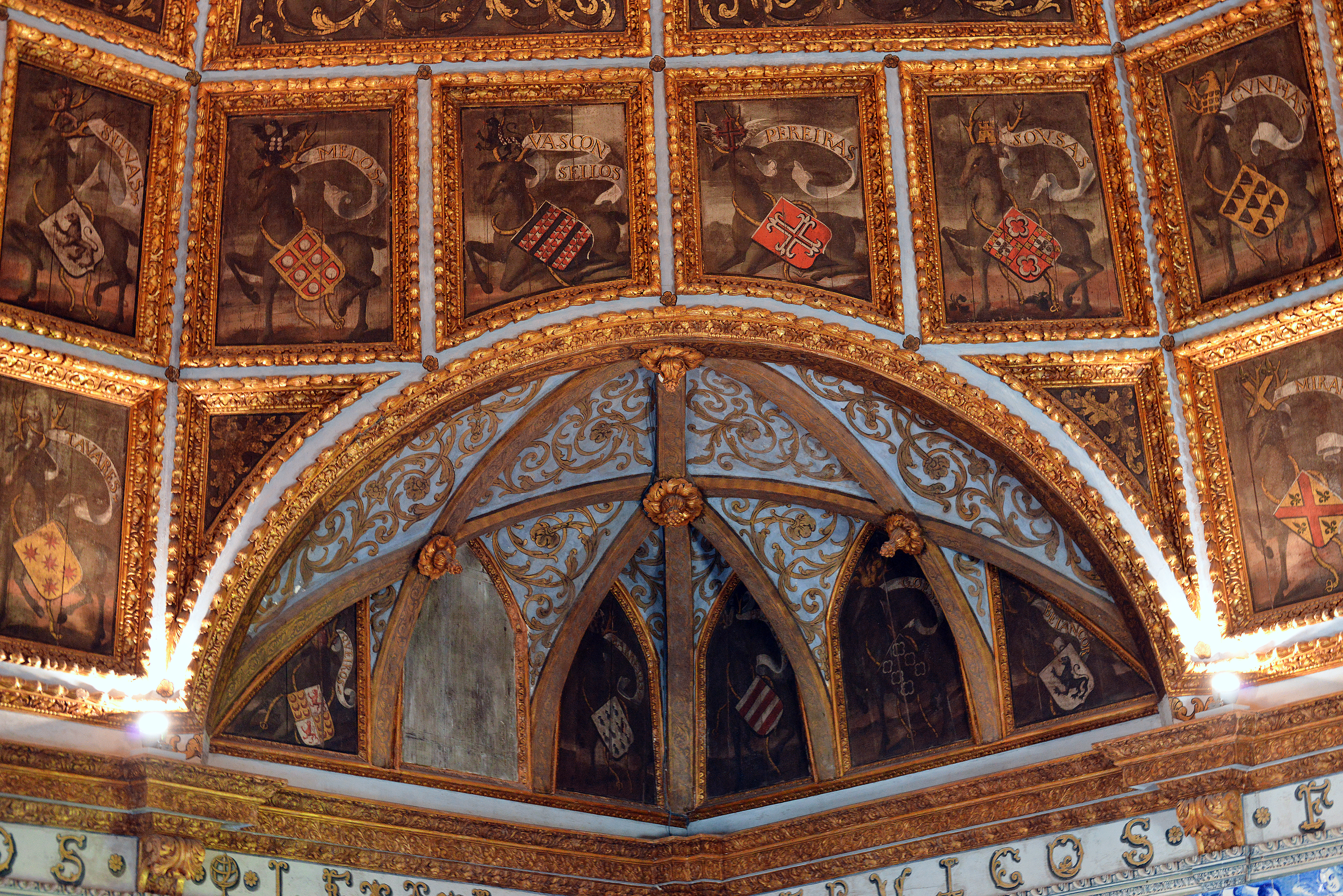
Герб рода Перейра в Гербовом зале Национального дворца в Синтре

Герб рода Перейра: серебряный лилиевидный крест на красном поле.
Нуну Алвареш Перейра считается прародителем Дома Браганса, от которого впоследствии произошли правившие в Португалии короли Браганской династии.
От брака с Леонор де Алвим у коннетабля было трое детей: два сына, которые умерли молодыми, и дочь Беатриш Перейра де Алвим, ставшая женой Афонсу I Португальского, у которых родился ребёнок, Фернанду I герцог Браганса. Тем не менее, право первородства, прямое происхождение и родословная репрезентация ветви коннетабля Нуну принадлежат маркизам де Валенса на основании того, что Афонсу де Браганса, 1-й маркиз де Валенса, 4-й граф Орен был первородным сыном Беатриш Перейры де Алвим, первой жены Афонсу I Португальского, 1-го герцога де Браганса. По этой причине маркизы Валенсы и по сей день продолжают использовать титул «Португальский» (de Portugal), якобы намекая на своё королевское происхождение (varonia real). Это также запечатлено в самой геральдике, поскольку на гербе маркиза де Валенса представлен лилиевидный крест рода Перейры (cruz florenciada dos Pereira), чередующийся с геральдическими щитами королевства Португалии, что отсутствует на гербе побочной ветви коннетабля, то есть герцогов Браганских, которые никогда не обладали правом и не высказывали претензий на столь значимые геральдические особенности.